# پرورش داده (فیلم ۲۰۰۱)
«پرورش داده» (انگلیسی: The Breed) فیلمی در ژانر ترسناک است که در سال ۲۰۰۱ منتشر شد. از بازیگران آن می‌توان به آدریان پل، بوکیم وودبین، بایی لینگ، پل کالینز، و رید دایموند اشاره کرد.

## داستان
در آینده ای ناشناخته و کاملا توتالیتر، کارآگاه استفان گرانت ( بوکیم وودبین ) به بررسی یک سری قتل های عجیب می پردازد. شریک زندگی او توسط یک مرد رنگ پریده سیاه پوش کشته می شود که می تواند از زخم گلوله جان سالم به در ببرد، گرانت را از پنجره پرتاب می کند و مانند خزنده از دیوارها بالا می رود. پس از گزارش گرانت ماجرا، مافوق‌هایش او را به افسر دیگری به نام آرون گری ( آدریان پل ) معرفی می‌کنند. گرانت می‌آموزد که خون‌آشام‌ها وجود دارند - گری یکی از آنهاست - و قصد دارد به تدریج خود را با بقیه بشریت ادغام کند. یکی از این خون آشام ها مسئول قتل ها است و خون آشام های دیگر می خواهند به دستگیری عامل کمک کنند. یک خون آشام زن به نام لوسی وستنرا (با بازی بای لینگ ) به افسران کمک می کند .
لوسی وستنرا و کارآگاه گرانت در نهایت عاشق می‌شوند و این زندگی افسر پلیس و خون‌آشام زیبای زن را پیچیده می‌کند، زیرا به نظر می‌رسد شرایط بعدی برنامه‌های پنهان، خیانت و فریب همه را درگیر می‌کند. به نظر می رسد که همه شخصیت های مختلف انسان و خون آشام با پیشرفت فیلم به چیزی ابلهانه و مشکوک دست می یابند.
در پنهان کاری، انسان ها ویروسی ساخته اند که فقط می تواند خون آشام ها را بکشد و در عین حال بشریت را سالم نگه دارد. این ویروس به عنوان یک وسیله ایمن ساخته شده است، در صورتی که طرح همزیستی بین خون آشام ها و انسان ها با شکست مواجه شود. خون آشام بزرگ که در پرده ای از فریب پنهان شده، نقشه ای بدبینانه برای از بین بردن بشریت می کشد، اگر درمان ساخته شده از خون خون آشام را نپذیرند و خودشان خون آشام شوند. رهبر خون آشام ها معتقد بود تا زمانی که انسان ها و خون آشام ها نژادهای جداگانه ای باقی بمانند، همیشه درگیری و جنگ وجود خواهد داشت. او خالق ویروس خون آشام را مجبور می کند تا ماهیت ویروس را تغییر دهد و آن را برای انسان ها کشنده کند و نه برای خون آشام ها. به نظر می رسد که خالق ویروس، دکتر فلمینگ، برای ساختن یک سلاح بیولوژیکی انسان به آن همه اجبار نیاز ندارد، زیرا او جاودانگی می خواست و خون آشام بزرگ از دستکاری او بسیار خوشحال بود. دکتر. فلمینگ اسلحه ای می کشد و سعی می کند افسران پلیس را از بین ببرد، زمانی که آنها متوجه همکاری او با رهبر خون آشام ها شدند. رهبر خون آشام ها فلمینگ را می کشد تا او را ساکت کند وقتی نقشه شروع به باز شدن می کند.
یک رهبر مقاومت خون آشام مرتد به همکاری انسان و خون آشام بی اعتماد است و از هر بهانه ای برای شروع جنگ انسان و خون آشام خود استفاده می کند تا مشخص کند چه کسی جهان را کنترل می کند. از طرف دولت، سوارد نیز به همزیستی بی‌اعتماد است و بعداً به نیروهای دولتی دستور می‌دهد تا برای حمله به مهاجران خون‌آشام، کمین کنند و پلیس خون‌آشام آنها را اسکورت کند.
تنها به دلیل اعتماد بین افسران پلیس انسانی و متحدان خون آشام آنها، نقشه ویروس کشنده به پایان می رسد. داستان فرعی رهبر مرتد خون آشام و مامور دولتی بیش از حد غیور سوارد نیز بدون جنگ خونین حل شد. مدیر عالی رتبه دولت به سیوارد دستور داد تا سربازانش را کنار بگذارد. همچنین گفته می‌شود که رهبری خون‌آشام‌های بازمانده با نیروهای پلیس خون‌آشام، خون آشام‌های وحشی را مهار کردند. گرانت کارآگاه انسانی و افسر خون آشام گری در پایان فیلم شریک دائمی پلیس می شوند. به نظر می رسد گرانت و لوسی وستنرا به یک زوج رمانتیک تبدیل شده اند و او حتی به عمارت مجلل او نقل مکان می کند.

## بازیگران
- آدریان پل - آرون گری، کارآگاه پلیس خون آشام
- بوکیم وودبین - استیو گرانت، کارآگاه پلیس انسانی، دوست پسر لوسی وستنرا
- بای لینگ - لوسی وستنرا ، هنرمند خون آشام زیبای ثروتمند، معشوقه استیو گرانت
- پیتر هالاس - کراس
- جیمز بوث - فلمینگ، دانشمند دولت خائن، همدست دكتر اورلوك خون آشام
- لو مینگ - سیوارد ، جنگ افروزی تهاجمی و عامل شاد دولتی که قصد اعلام جنگ با خون آشام ها را دارد
- پل کالینز - کامت
- دبی جاور - رئیس بخش، مقام عالی رتبه دولتی
- رید دایموند - فیل
- جان دوربین - بودرو، رهبر خون آشام مرتد، قصد دارد جنگ انسان و خون آشام را برای تسلط بر جهان آغاز کند، جایی که فقط خون آشام ها پیروز می شوند و انسان ها نابود می شوند.
- ذن گسنر - غرب
- István Gőz - دکتر اورلوک، رهبر عالی خون آشام، برنامه ریزی کرد تا با ساختن انسان ها به خون آشام بر جهان (خون آشام و انسان) تسلط یابد یا تمام مخالفان انسانی را از بین ببرد.
- ویلیام هوتکینز - فوسکو، بازیگر ایتالیایی خون آشام، به ماموریت گری، گرانت و وستنرا کمک کرد.